# Skierniewickie Święto Kwiatów, Owoców i Warzyw
Skierniewickie Święto Kwiatów Owoców i Warzyw (SŚKOiW) – ogólnopolskie dwudniowe święto na temat kwiatów, owoców i warzyw, organizowane od 1977 w Skierniewicach przez władze miasta we współpracy z Instytutem Ogrodnictwa. Święto gości liczne stacje telewizyjne i radiowe, odbywają się w jego trakcie występy artystów. Finał zakończenia Święta wieńczy pokazem sztucznych ogni i występy polskich i zagranicznych grup muzycznych.

## Historia
Pierwsze obchody odbyły się 24 września 1977 roku. W 1979 r. święto zostało włączone do kalendarza imprez ogólnopolskich.
W 2007 honorowy patronat nad obchodami objęli Minister Rolnictwa i Rozwoju Wsi, Wojewoda Łódzki oraz Marszałek Województwa Łódzkiego. 
Rok 2009 w Skierniewicach ogłoszono Rokiem Profesora Szczepana Aleksandra Pieniążka, sadownika, założyciela i wieloletniego dyrektora Instytutu Sadownictwa i Kwiaciarstwa (1951–1983), honorowego obywatela miasta od 1984 (zm. 2008). Podczas Skierniewickiego Święta Kwiatów i Owoców miała miejsce kulminacja obchodów;m.in. odsłonięto popiersie profesora przy ul. Pomologicznej autorstwa Włodzimierza Wasilewskiego, ławeczkę prof. Szczepana Pieniążka w Rynku autorstwa Roberta Sobocińskiego, a także można było nabyć okolicznościową monetę o nominale 1 pieniążka (4 zł). 
W 2011 w czasie obchodów święta Skierniewice odwiedziło ok. 150 tysięcy osób, a impreza została wyróżniona Certyfikatem Regionalnej Organizacji Turystycznej Województwa Łódzkiego (przyznanym na okres 2 lat) jako „Najlepszy Produkt Turystyczny Województwa Łódzkiego 2011”. 
W 2012 uroczystość zbiegła się z 555 rocznicą nadania praw miejskich Skierniewicom. W paradzie otwierającej święto przeszło ulicami miasta ok. 2000 osób.

## Obchody
Podczas obchodów odbywają się Targi Ogrodniczo-Rolne, a zwiedzający mogą zobaczyć kompozycje kwiatowe, wyhodowane odmiany roślin i warzyw, uzyskać informacje o uprawie warzyw i roślin ozdobnych, nabyć publikacje z zakresu warzywnictwa, ogrodnictwa, sadownictwa, a także nasiona, sadzonki warzyw i roślin ozdobnych oraz sprzęt ogrodniczy. Obchody uświetnione są występami zespołów artystycznych.

### Dni obchodów
- 24–25 września 1977
- 16–17 września 1978
- 15–16 września 1979
- 1980 – święto nie odbyło się
- 19 września 1981
- 1982 – święto nie odbyło się
- 24–25 września 1983
- 22–23 września 1984
- 7–8 września 1985
- 20–21 września 1986
- 19–20 września 1987
- 17–18 września 1988
- 9–10 września 1989
- 15 września 1990
- 14–15 września 1991
- 12–13 września 1992
- 25–26 września 1993
- 17–18 września 1994
- 16–17 września 1995
- 14–15 września 1996
- 13–14 września 1997
- 11–13 września 1998
- 10–12 września 1999
- 8–10 września 2000
- 8–9 września 2001
- 14–15 września 2002
- 20–21 września 2003
- 18–19 września 2004
- 17–18 września 2005
- 16–17 września 2006
- 15–16 września 2007
- 20–21 września 2008
- 19–20 września 2009
- 18–19 września 2010
- 17–18 września 2011
- 15–16 września 2012
- 14–15 września 2013
- 20–21 września 2014
- 19- 20 września 2015
- 17-18 września 2016
- 16-17 września 2017
- 15-16 września 2018
- 14-15 września 2019
- wrzesień 2020 - święto nie odbyło się (Covid 19)
- 18-19 września 2021
- 9-11 września 2022[8]
- 15-17 września 2023
- 13-15 września 2024[9]